# 가이세이역
가이세이역(일본어: 開成駅)은 일본 가나가와현 아시가라카미군 가이세이정에 위치한 오다큐 전철 오다와라선의 역이다. 역 번호는 OH 42이다.

## 역사
- 1985년 3월 14일: 영업 개시. 각역정차, 준급과 일부 급행 정차역이 됨.
- 2001년: 3100형 NSE차 3181호가 동구의 가이세이역앞 제2공원에 정태 보존됨.
- 2004년 6월 5일: 2600형 사요나라 운행의 종착역에 도착 후 "아리가또 2600형 축제"가 개최되어 유치선 및 가이세이역앞 제2공원에서 전시 공개 등이 실시됨.
- 2005년 6월 4일, 5일, 11일, 12일: 가이세이정에서 실시된 "수국 축제"에 함께 특급 로망스 카 "아시가라 65호"의 임시 정차. 30000형 EXE차가 6량으로 운행됨(2006년 이후에도 실시).
- 2008년 3월 15일: 신마쓰다 이서 구간에 준급이 다니지 않는 관계로 준급 정차역에서 해제됨.

## 역 구조
상대식 승강장 2면 2선으로 유치선을 가진 지상역이다. 교상 역사를 가지고 있는데, 여기서 서쪽과 동쪽 출구가 있다. 역사 내부에는 자동 매표기나 자동 개찰기 등이 설치되어 있다. 개찰 층에서 플랫폼 층에는 엘리베이터가 설비되어 있다.
2019년까지는 당역을 포함한 신마쓰다 ~ 오다와라역 구간의 중간역 5역은 승강장 유효 길이가 120m(20m차 6량 편성분)이며 10량 편성의 급행은 전 열차가 통과했었다. 동쪽에 있는 유치선은 10량 편성에 대응했고 오다와라 방향으로 있는 포인트에서 진입할 수 있고 이 유치선은 10량 편성 3개의 야간 체박에도 이용되고 있었다.
하지만 인구 증가에 따라 10량 편성 급행열차를 정차시키기 위해 당역의 상행, 하행 2면 2선의 승강장을 신주쿠 방면으로 85m 연장하는 공사가 2018년부터 진행되었으며, 2019년 3월 16일 다이어 개정 이후로 모든 급행열차가 당역에 정차하게 되었다. 이에 더해 일부 쾌속급행은 신마쓰다역 ~ 오다와라역 구간에서 급행으로 종별이 변경되어 정차하게 되었다.
2022년 다이어 개정에서는 이른 아침 에비나 시발 오다와라 행을 제외하고 쾌속급행이 신마쓰다 ~ 오다와라 구간에서 반드시 급행으로 종별이 변경되도록 되어, 거의 모든 우등 열차가 정차하게 되었다.
2025년 다이어 개정에서는 소수 남아 있던 당역을 통과하는 쾌속급행도 전 열차가 가이세이역에 정차하게 되어, 특급을 제외하고 당역을 통과하는 우등 열차는 사라졌다.
공휴일 다이아에는 오다와라에서 아침 저녁 2개의 6량, 급행은 당역을 통과한다.
역은 동쪽을 기준으로 1번 승강장으로 정한다.

### 타는 곳
| 번호 | 노선       | 방향 | 방면                             |
| ---- | ---------- | ---- | -------------------------------- |
| 1    | 오다와라선 | 하행 | 오다와라·하코네유모토 방면       |
| 2    | 오다와라선 | 상행 | 사가미오노·신주쿠· 지요다선 방면 |

- 2016년 3월 26일 실시의 다이아 개정 이후 낮 시간대의 완행은 모두 신마쓰다 ~ 오다와라역 구간 열차만 되어 사가미오노, 혼아쓰기 방면에서 당역을 오가는 경우에는 반드시 신마쓰다역에서 환승이 필요하다.

## 역 주변
개통 당시 역 주변엔 공터가 눈에 띄었지만, 2000년대 들어 오다큐 전철의 주도하에 아파트나 상업 시설이 들어서기 시작했다.
동쪽 출입구에 있는 가이세이역앞 제2공원에는 지역 주민으로는 "론짱(일본어: ロンちゃん)"이라는 애칭으로 불린다. 3100형 NSE차의 선두차가 정태 보존되어 있다. 차내 개봉일은 가이세이 정의 공식 사이트에 공지되어 있다.
가이세이 정 사무소까지는 거리가 꽤 있고, 서쪽 출입구에서 도보로 약 30분 거리지만 신마쓰다 역에서 노선 버스가 운행되고 있다.
- 가이세이역앞 공원
- 가이세이역앞 제2공원
- 아미 티 가이세이
- 가이세이 "정원의 숲"(팔레트 가든) - 오다큐 부동산이 분양하고 있는 주택지.
- 가이세이정립 가이세이미나미 초등학교
- 아시가라 대교·아시가라시스이 대교
- 후지필름

## 사진

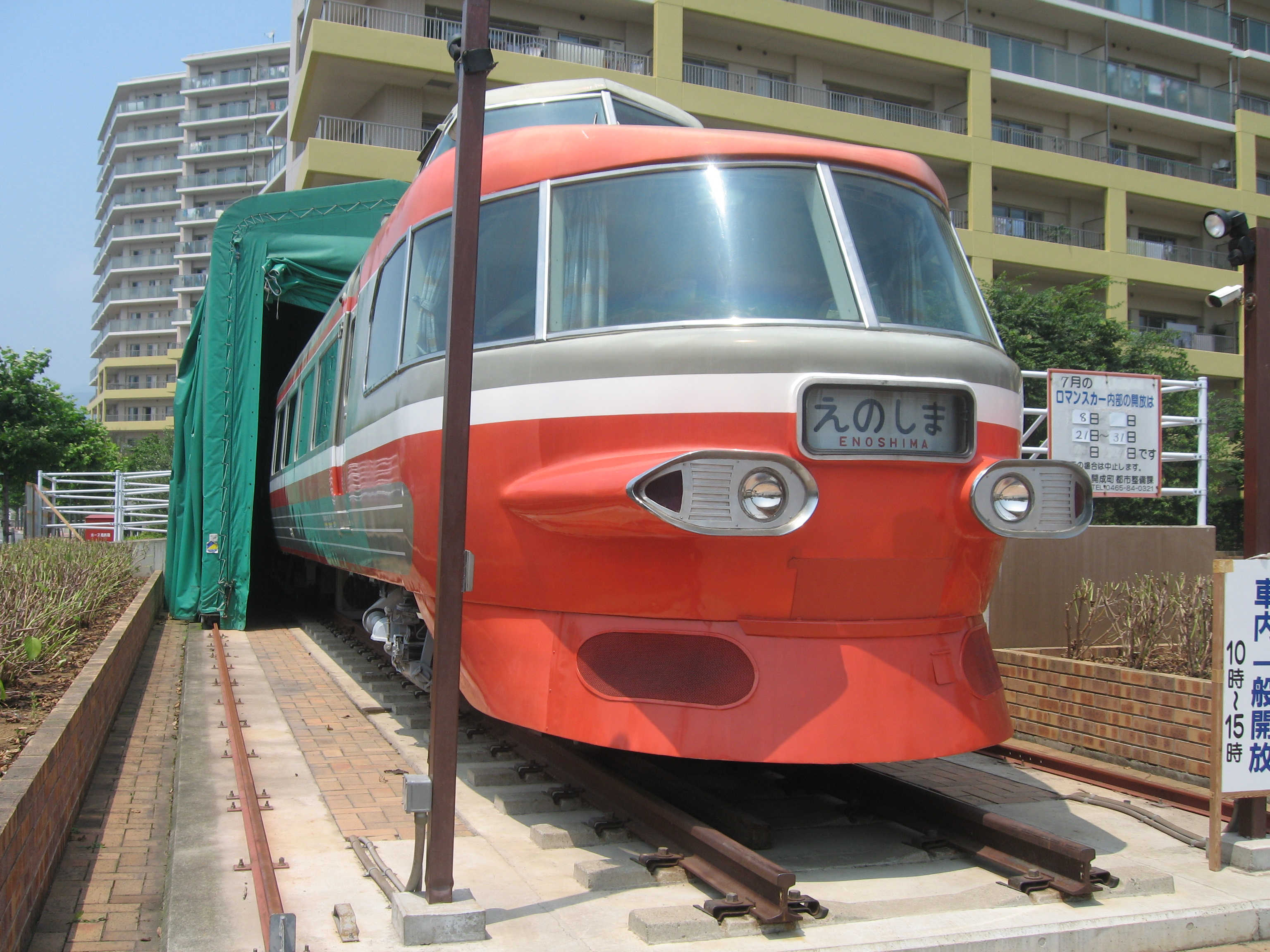
역앞 동쪽 출입구에 보존된 3181 전동차

## 인접역
| 오다큐 오다와라선          | 오다큐 오다와라선 | 오다큐 오다와라선            |
| -------------------------- | ----------------- | ---------------------------- |
| OH 41 신마쓰다 신주쿠 방면 | ■ 쾌속급행 ■ 급행 | 오다와라 OH 47 오다와라 방면 |
| OH 41 신마쓰다 신주쿠 방면 | ■ 각역정차        | 가야마 OH 43 오다와라 방면   |